# Detecció de vores

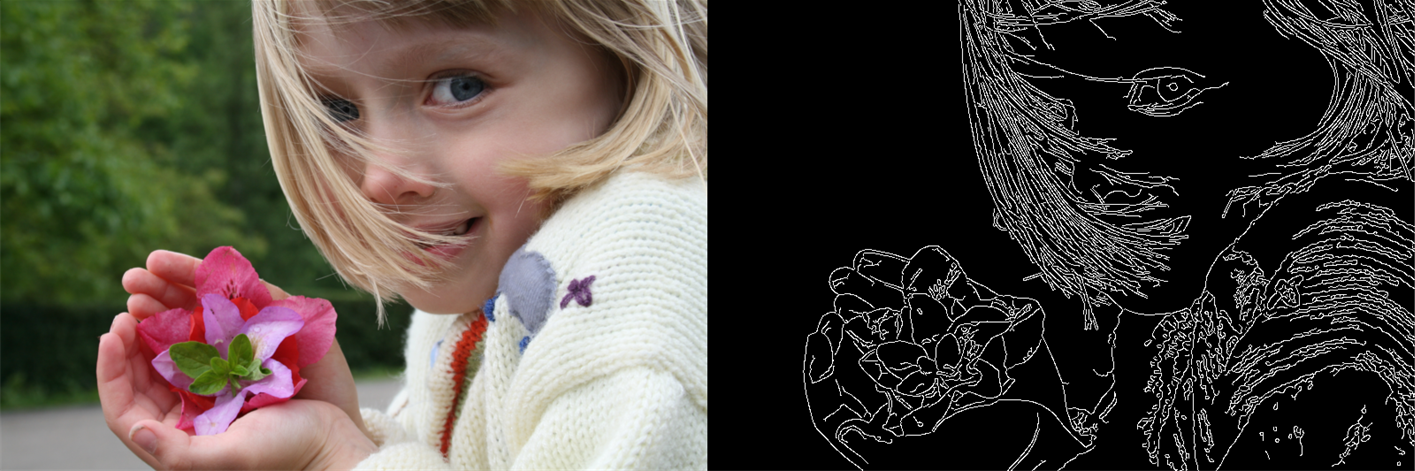
Detecció de vora canny aplicada a una fotografia

La detecció de vores inclou una varietat de mètodes matemàtics que tenen com a objectiu identificar les vores, definides com a corbes en una imatge digital en què la brillantor de la imatge canvia bruscament o, més formalment, té discontinuïtats. El mateix problema de trobar discontinuïtats en senyals unidimensionals es coneix com a detecció de passos i el problema de trobar discontinuïtats de senyal al llarg del temps es coneix com a detecció de canvis. La detecció de vores és una eina fonamental en el processament d'imatges, visió artificial i visió per ordinador, especialment en les àrees de detecció de característiques i extracció de característiques.

## Motivacions
El propòsit de detectar canvis bruscos en la brillantor de la imatge és capturar esdeveniments importants i canvis en les propietats del món. Es pot demostrar que sota hipòtesis força generals per a un model de formació d'imatges, és probable que les discontinuïtats en la brillantor de la imatge corresponguin a:
- discontinuïtats en profunditat,
- discontinuïtats en l'orientació superficial,
- canvis en les propietats dels materials i
- variacions en la il·luminació de l'escena.

En el cas ideal, el resultat d'aplicar un detector de vores a una imatge pot donar lloc a un conjunt de corbes connectades que indiquen els límits dels objectes, els límits de les marques superficials així com les corbes que corresponen a discontinuïtats en l'orientació de la superfície. Així, l'aplicació d'un algorisme de detecció de vores a una imatge pot reduir significativament la quantitat de dades a processar i, per tant, filtrar la informació que es pot considerar menys rellevant, alhora que es preserva les propietats estructurals importants d'una imatge. Si el pas de detecció de vores té èxit, la tasca posterior d'interpretar el contingut d'informació de la imatge original es pot simplificar substancialment. Tanmateix, no sempre és possible obtenir vores tan ideals a partir d'imatges de la vida real de complexitat moderada.
Les vores extretes d'imatges no trivials sovint es veuen obstaculitzades per la fragmentació, el que significa que les corbes de les vores no estan connectades, falten segments de vora i vores falses que no corresponen a fenòmens interessants de la imatge, cosa que complica la tasca posterior d'interpretar les dades de la imatge.
La detecció de vores és un dels passos fonamentals en el processament d'imatges, l'anàlisi d'imatges, el reconeixement de patrons d'imatge i les tècniques de visió per ordinador.

## Propietats de la vora
Les vores extretes d'una imatge bidimensional d'una escena tridimensional es poden classificar com a dependents del punt de vista o independents del punt de vista. Una vora independent del punt de vista normalment reflecteix les propietats inherents dels objectes tridimensionals, com ara les marques de la superfície i la forma de la superfície. Una vora dependent del punt de vista pot canviar a mesura que canvia el punt de vista, i normalment reflecteix la geometria de l'escena, com ara objectes que s'oclueixen entre si.
Una vora típica pot ser, per exemple, la vora entre un bloc de color vermell i un bloc de groc. En canvi, una línia (com es pot extreure amb un detector de cresta) pot ser un nombre reduït de píxels d'un color diferent sobre un fons que d'altra manera no canvia. Per a una línia, per tant, normalment hi pot haver una vora a cada costat de la línia.

## Un model de vora senzill
Tot i que certa literatura ha considerat la detecció de vores de pas ideals, les vores obtingudes a partir d'imatges naturals no solen ser gens vores de pas ideals. En canvi, normalment es veuen afectats per un o diversos dels efectes següents:
- desenfocament focal causat per una profunditat de camp finita i una funció de dispersió de punts finits.
- borrós penumbral causat per ombres creades per fonts de llum de radi diferent de zero.
- ombrejat en un objecte llis

Diversos investigadors han utilitzat una vora de pas suavitzat gaussià (una funció d'error) com l'extensió més senzilla del model de vora de pas ideal per modelar els efectes del desenfocament de la vora en aplicacions pràctiques. Per tant, una imatge unidimensional {\displaystyle f} que té exactament una vora col·locada {\displaystyle x=0} es pot modelar com:
{\displaystyle f(x)={\frac {I_{r}-I_{\ell }}{2}}\left(\operatorname {erf} \left({\frac {x}{{\sqrt {2}}\sigma }}\right)+1\right)+I_{\ell }.}
Al costat esquerre de la vora, la intensitat és {\displaystyle I_{\ell }=\lim _{x\rightarrow -\infty }f(x)}, i a la dreta de la vora és {\displaystyle I_{r}=\lim _{x\rightarrow \infty }f(x)}. El paràmetre d'escala {\displaystyle \sigma } s'anomena escala de desenfocament de la vora. Idealment, aquest paràmetre d'escala s'hauria d'ajustar en funció de la qualitat de la imatge per evitar destruir les vores reals de la imatge.

## Dificultat
Fora de les imatges amb objectes senzills o amb una il·luminació ben controlada, la detecció de vores no és una tasca trivial, ja que pot ser difícil determinar quin llindar s'ha d'utilitzar per definir una vora entre dos píxels. Per exemple, en el següent senyal unidimensional, la majoria diria intuïtivament que hi ha una vora entre el quart i el cinquè píxels:
| 5 | 7 | 6 | 4 | 152 | 148 | 149 |
|   |   |   |   |     |     |     |

Tanmateix, si la diferència d'intensitat entre el quart i el cinquè píxels fos més petita, no seria tan fàcil dir que hi hauria d'haver una vora a la regió corresponent. De la mateixa manera, si les diferències d'intensitat entre els píxels veïns adjacents fossin més altes, es podria argumentar que s'hauria de considerar que existeixen més d'una vora, o fins i tot cap.
| 5 | 7 | 6 | 61 | 113 | 148 | 149 |
|   |   |   |    |     |     |     |

## Aproximacions
Hi ha molts mètodes per a la detecció de vores, però la majoria d'ells es poden agrupar en dues categories, basats en cerca i basats en creus per zero. Els mètodes basats en la cerca detecten arestes calculant primer una mesura de la força de la vora, generalment una expressió derivada de primer ordre com la magnitud del gradient, i després cercant màxims direccionals locals de la magnitud del gradient mitjançant una estimació calculada de l'orientació local de la vora, normalment la direcció del gradient. Els mètodes basats en l'encreuament de zero cerquen encreuaments per zero en una expressió derivada de segon ordre calculada a partir de la imatge per trobar arestes, normalment els encreuaments per zero del laplacià o els encreuaments per zero d'una expressió diferencial no lineal. Com a pas de preprocessament per a la detecció de vores, gairebé sempre s'aplica una etapa de suavització, típicament gaussià (vegeu també reducció de soroll).
Els mètodes de detecció de vores que s'han publicat difereixen principalment en els tipus de filtres de suavització que s'apliquen i en la forma en què es calculen les mesures de la força de les vores. Com que molts mètodes de detecció de vores es basen en el càlcul de gradients d'imatge, també difereixen en els tipus de filtres utilitzats per calcular les estimacions de gradients en les direccions x i y.
Es pot trobar una enquesta d'una sèrie de mètodes diferents de detecció de vores a (Ziou i Tabbone 1998); vegeu també els articles de l'enciclopèdia sobre detecció de vores a Encyclopedia of Mathematics i Encyclopedia of Computer Science and Engineering.

### Canny
John Canny va considerar el problema matemàtic de derivar un filtre de suavització òptim, atesos els criteris de detecció, localització i minimització de múltiples respostes a una única vora. Va demostrar que el filtre òptim, tenint en compte aquestes hipòtesis, és una suma de quatre termes exponencials. També va demostrar que aquest filtre es pot aproximar bé mitjançant derivades de primer ordre dels gaussians. Canny també va introduir la noció de supressió no màxima, el que significa que, donats els filtres de pre-suavització, els punts de vora es defineixen com els punts on la magnitud del gradient assumeix un màxim local en la direcció del gradient. La recerca de l'encreuament per zero de la segona derivada al llarg de la direcció del gradient va ser proposada per primera vegada per Haralick. Va trigar menys de dues dècades a trobar un significat variacional geomètric modern per a aquest operador, que l'enllaça amb el detector de vora Marr-Hildreth (creuament zero del Laplacià). Aquesta observació va ser presentada per Ron Kimmel i Alfred Bruckstein.

### Kovalevski
Vladimir A. Kovalevsky ha suggerit un enfocament força diferent. Utilitza un preprocessament de la imatge amb el filtre Sigma i amb un filtre especial per a la dilució de les rampes. Aquest mètode no utilitza la brillantor de la imatge sinó només les intensitats dels canals de color, la qual cosa és important per detectar una vora entre dos píxels adjacents de la mateixa brillantor però de colors diferents. El mètode escaneja la imatge dues vegades: primer per les línies horitzontals i segon per les columnes verticals. A cada línia horitzontal es consideren sis píxels adjacents consegüents i es calculen cinc diferències de color entre cada dos píxels adjacents. Cada diferència de color és la suma de les diferències absolutes de les intensitats dels canals de color vermell, verd i blau dels píxels adjacents corresponents. Si aquesta suma és més gran que un determinat llindar, el signe de la diferència de color s'estableix igual al signe de la diferència de les intensitats del verd. Si la diferència verda és zero, el signe de la diferència de color s'estableix igual al signe de la diferència de les intensitats del vermell. Si, tanmateix, tant la diferència verda com la vermella són zero, el signe de la diferència de color s'estableix igual al signe de la diferència blava que en aquest cas no pot ser zero ja que la suma és més gran que el llindar. Algunes condicions per als valors i signes de les cinc diferències de color s'especifiquen de manera que si es compleixen les condicions, es posa un traç vertical curt entre el tercer i el quart dels sis píxels com a etiqueta de la vora. Es fan càlculs similars per a les columnes verticals. En aquest cas, es posa un traç horitzontal curt entre el tercer i el quart dels sis píxels següents. Els traços verticals i horitzontals (en ser les cel·les unidimensionals d'un complex cel·lular abstracte corresponent a la imatge) componen majoritàriament una seqüència connectada que representa la vora. Aquest mètode és robust i molt ràpid i, el que és més important, pot detectar vores entre píxels adjacents d'igual brillantor si la diferència de color entre aquests píxels és superior al llindar.